# كلينتون د. ماكدوغال
كلينتون د. ماكدوغال (بالإنجليزية: Clinton D. MacDougall)‏ هو سياسي أمريكي، ولد في 14 يونيو 1839 في غلاسكو في المملكة المتحدة، وتوفي في 24 مايو 1914 في باريس في فرنسا. حزبياً، نشط في الحزب الجمهوري. وقد انتخب عضو مجلس النواب الأمريكي.